# Большая Крыловка (улица)
Улица Большая Крыловка — магистральная улица, расположенная в Кировском районе города Казани, которая, являясь крупным элементом Большого Казанского кольца, по кратчайшему пути соединяет Ново-Савиновский, Московский, Кировский и Вахитовский районы города Казани.

## Происхождение названия
Название улиц Большая Крыловка и Малая Крыловка (проходит западнее, параллельно Большой Крыловке) происходит от посёлка Крыловка — «крыла» старой Ягодной слободы, уходящего в выселок Грязнушку.

## Расположение
Улица Большая Крыловка пролегает с севера-востока на юго-запад Кировского района города Казани от пересечения с улицами Ленская, Тверская, 2-я Юго-Западная и Серова, пересекает магистральную улицу Вахитова и вливается в улицу Несмелова (на пересечении с улицей Гладилова).
Проезжая часть улицы выполнена в виде двух разделенных трамвайной веткой автодорог с шестью полосами движения (по три в каждом направлении), полосами разгона и съездами, что значительно уменьшило количество нерегулируемых перекрестков.

## История
Названа протоколом комиссии Казгорсовета от 02.11.1927 б/н.
До 2009 года улица Большая Крыловка представляла собой узкую двухполосную дорогу — продолжением улицы Тверская, вдоль которой находился частный сектор дореволюционной постройки (посёлок Крыловка). Сама улица была не столь протяженной и упиралась в Y-образный перекресток с улицей Поперечно-Базарная.
В 2009—2011 годах улица Большая Крыловка была подвергнута тотальной реконструкции, в результате которой улица обрела свой сегодняшний вид.
После реконструкции все частные дома расположенные вдоль улицы были снесены, старое асфальтовое покрытие было демонтировано и заменено новым, ширина автодороги увеличена. По дороге проложена трамвайная ветка, поднятая над уровнем проезжей части. Начало улицы было соединено с улицей Ленская города Казани, а сама улица, после реконструкции автодорожной системы микрорайона, стала проходить до пересечения с улицей Несмелова (бывш. Эфировское кольцо), поглотив в себе малые улицы и части улиц Энгельса, Краснококшайская, Шоссейная и Кольцова, ранее пересекавшие эту местность.
Улица Большая Крыловка в настоящем её состоянии является неотъемлемой частью Большого казанского кольца.

## Общественный транспорт
До реконструкции по улице Большая Крыловка курсировали кольцевые встречные автобусы 86 и 82 маршрута, а также троллейбусы 3-го маршрута. До транспортной реформы 2007 года ездил кольцевой автобус 166.
По окончании реконструкции, по улице Большая Крыловка стали ходить трамваи 9-го маршрута (с 2013 года № 1), в ноябре 2011 года возобновилось движение трамваев 14-го маршрута, в 2012 году вместо 14-го стал ходить 5 маршрут; позже к нему добавился встречный вариант № 5а. С 2022 года по улице начал ходить трамвай № 7.
В связи с тем что 100 % домов, находившихся на улице Большая Крыловка, снесено, фактически по состоянию на 22 августа 2011 года ни одно строение не числилось как находящееся на данной улице.

## Фотографии

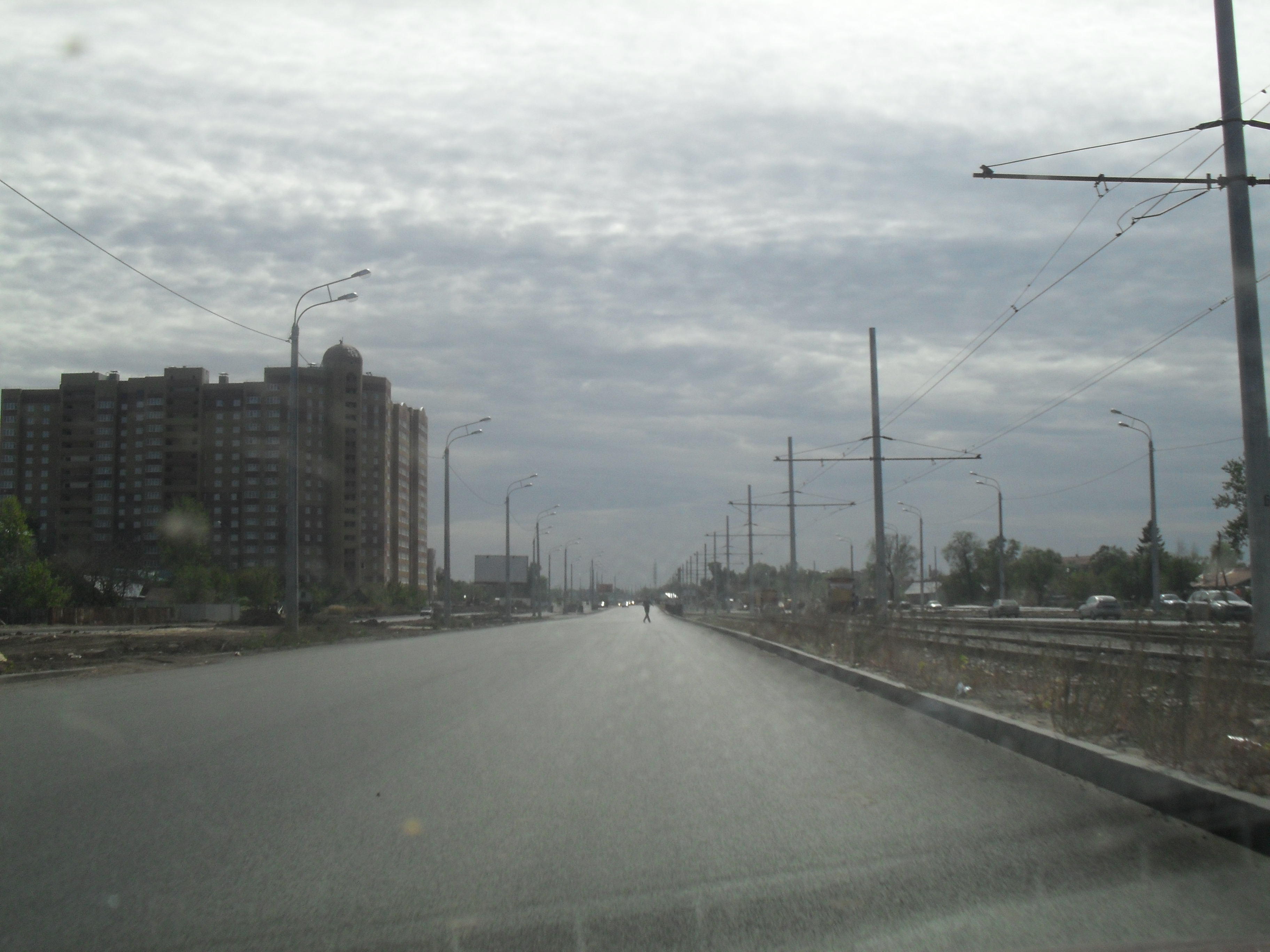
Проезжая часть улицы
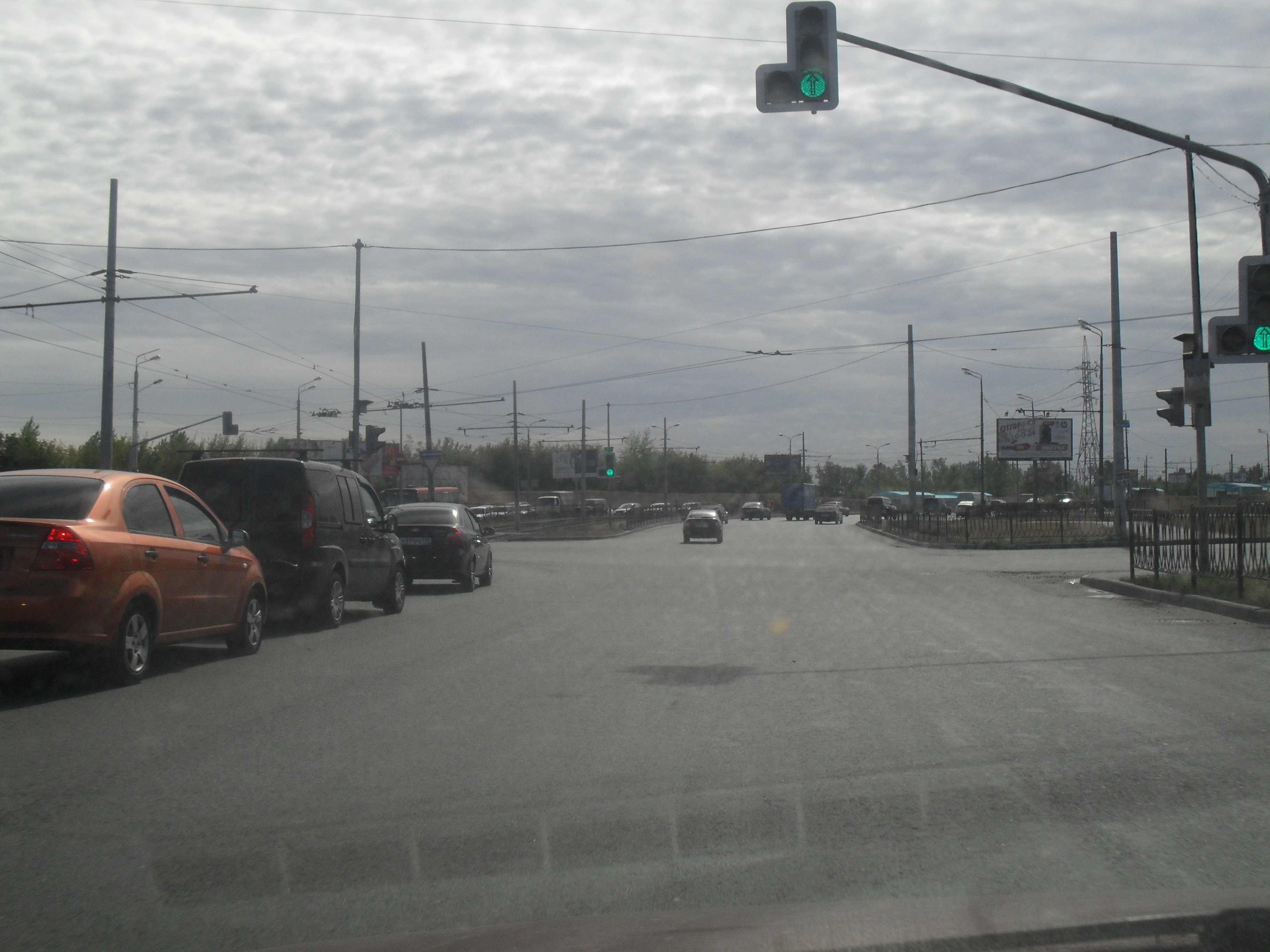
Пересечение Б.Крыловки с улицами Гладилова (справа) и Несмелова (прямо)
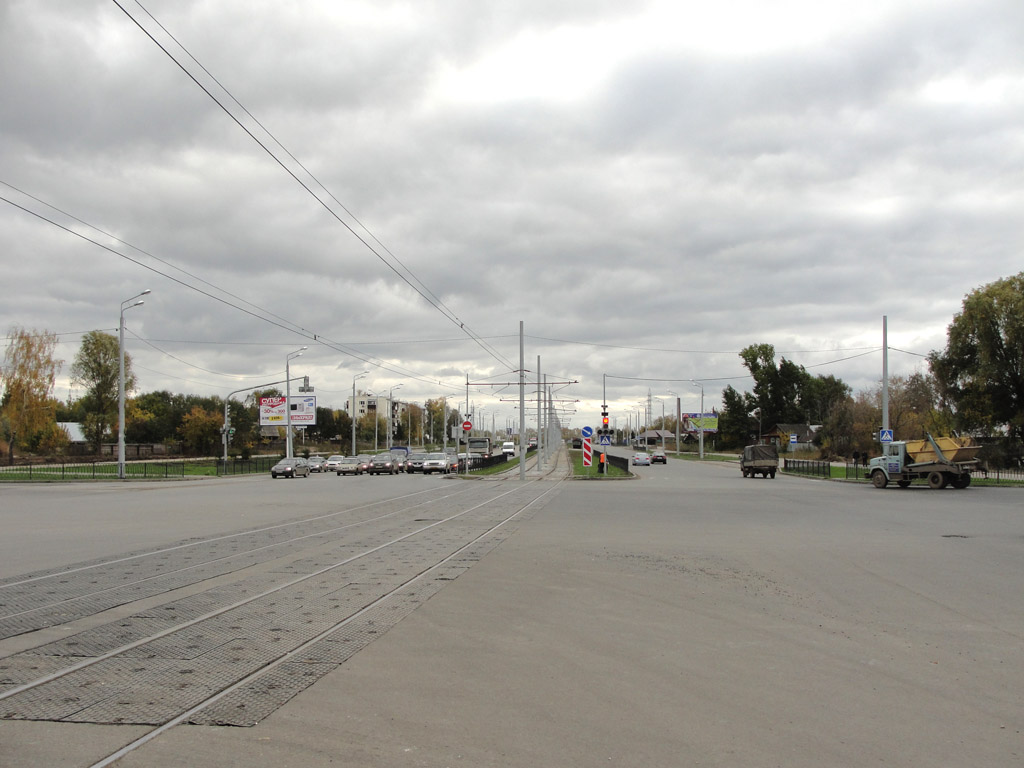
Пересечение Б.Крыловки с улицей Вахитова
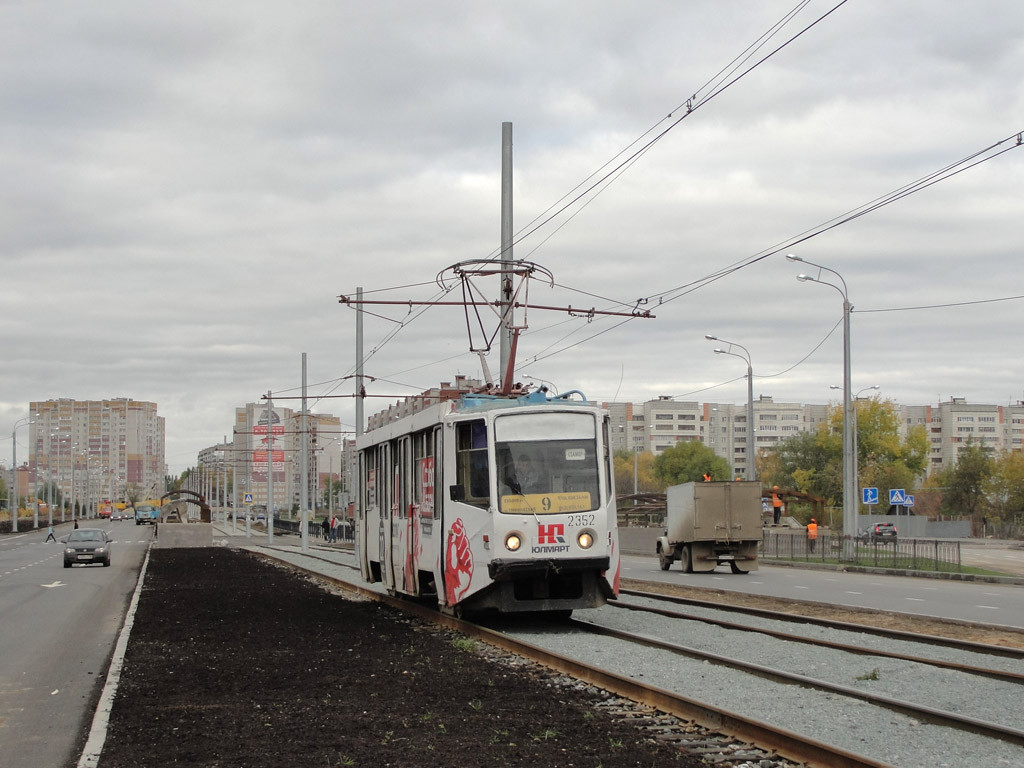
Улица Большая Крыловка